# هایک ایشخانیان
هایک ایشخانیان (انگلیسی: Hayk Ishkhanyan؛ زادهٔ ۲۴ ژوئن ۱۹۸۹ در ایروان) بازیکن فوتبال در پست مدافع اهل ارمنستان است.

## باشگاهی
از باشگاه‌هایی که در آن بازی کرده‌است می‌توان باشگاه فوتبال پیونیک، باشگاه فوتبال شیراک، باشگاه فوتبال میکا، باشگاه فوتبال ایمپالس، باشگاه فوتبال آلاشکرت، باشگاه فوتبال گاندزاسار کاپان و باشگاه فوتبال لوری به اشاره نمود.

## تیم ملی
وی همچنین در تیم ملی فوتبال ارمنستان بازی کرده‌است.